# U-Bahnhof Halemweg

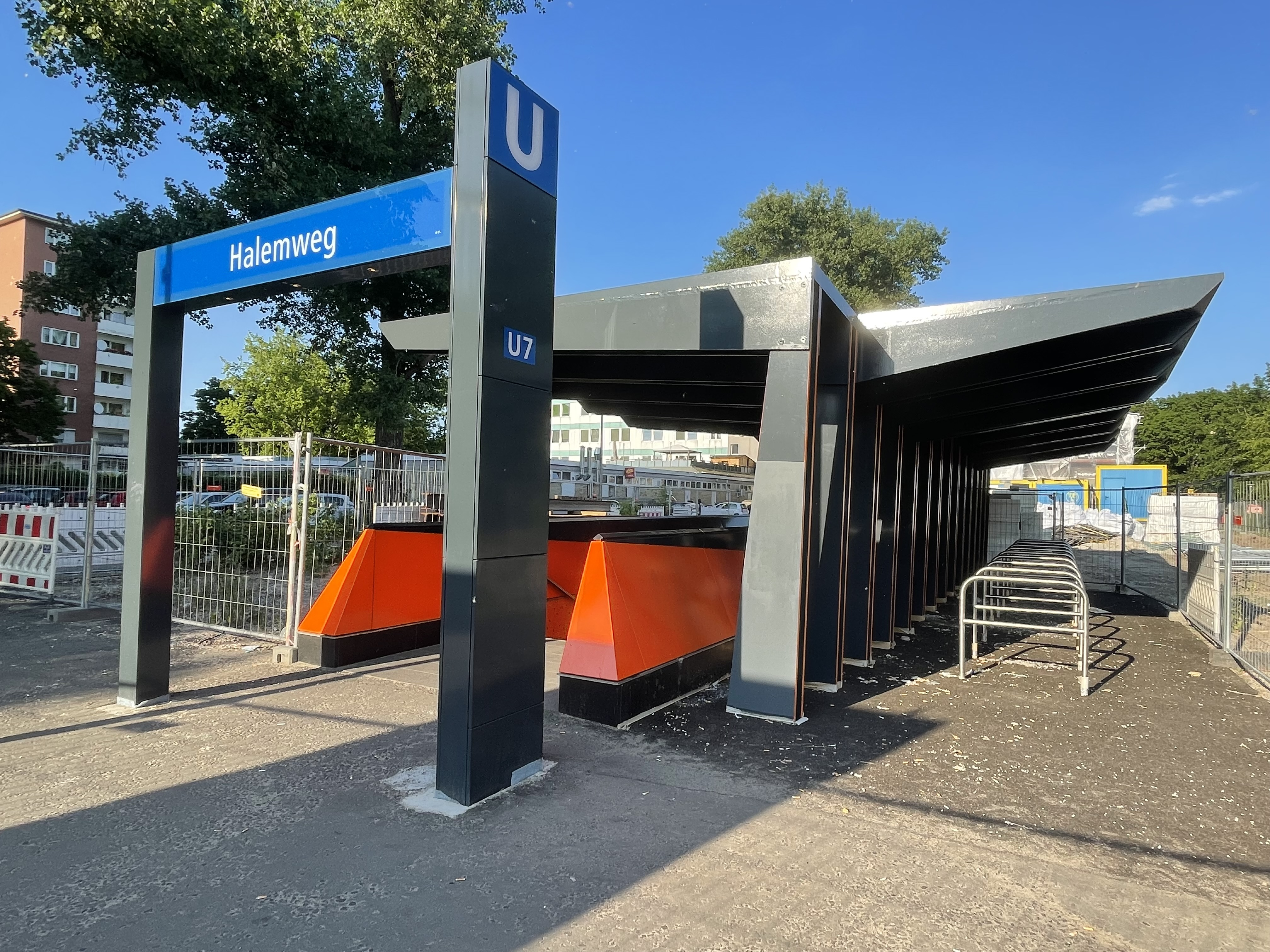
Eingang mit Fahrradabstellanlage

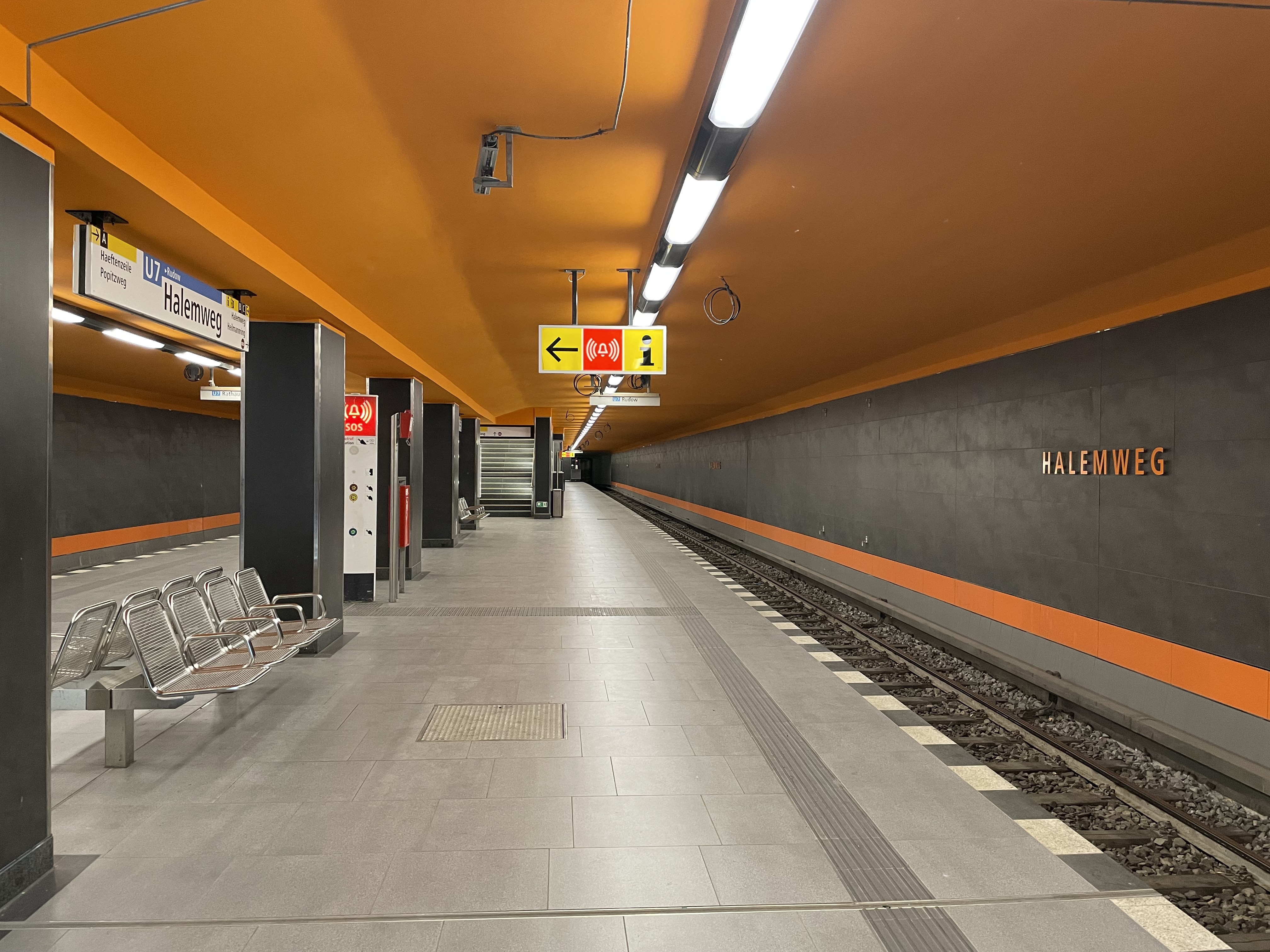
Bahnsteig (2021)

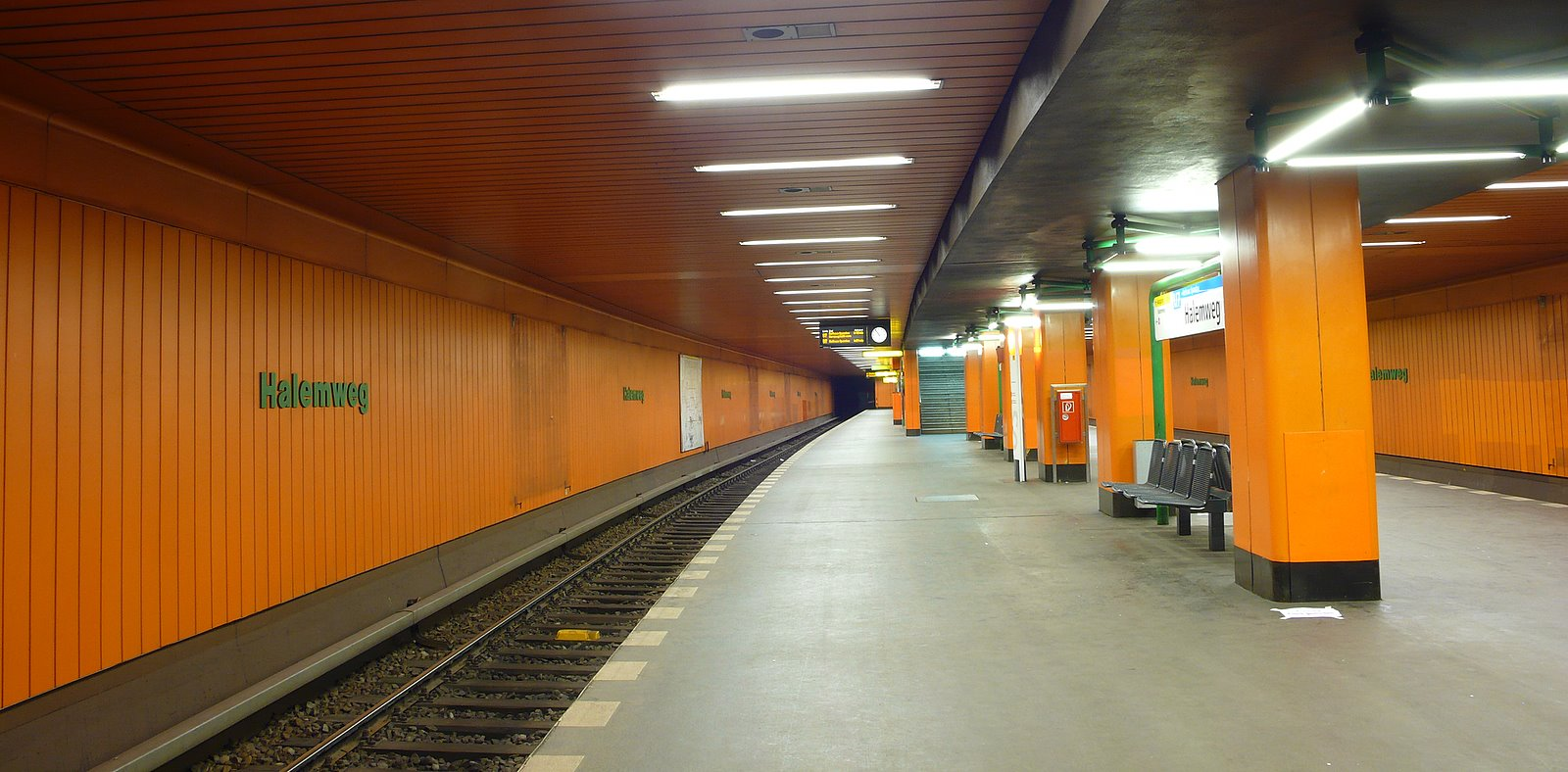
Bahnsteig im Originalzustand vor der Sanierung

Der U-Bahnhof Halemweg (ⓘ) ist eine Station der Berliner U-Bahn-Linie U7 im Ortsteil Charlottenburg-Nord. Er wurde am 1. Oktober 1980 im Zuge der Verlängerung der U7 zum Rohrdamm eröffnet und liegt im rechten Winkel zum gleichnamigen Halemweg und in der Nähe der Anna-Freud- und Poelchau-Oberschule. Der Bahnhof wurde eher sachlich und spartanisch von Rainer G. Rümmler gestaltet, indem die Wände mit orangefarbigen Paneelen verkleidet wurden. Die Bahnhofsschilder wurden in der Kontrastfarbe Grün angefertigt.
Der Bahnhof ist im Bahnhofsverzeichnis der BVG als Hl bezeichnet. 
Er besitzt eine Rolltreppe und seit 2019 einen Aufzug, sodass der Bahnhof barrierefrei zugänglich ist. Seit 2020 existiert ein zusätzlicher zweiter Ausgang.
Zwischen 2017 und 2021 erfolgte die Grundinstandsetzung des kompletten Bahnhofs, unter anderem mit der Ergänzung eines Blindenleitsystems auf dem Bahnsteig für die barrierefreie Nutzung. Durch die Instandsetzungsmaßnahmen bekam der Bahnhof ein neues Erscheinungsbild, das sich allerdings noch am Originalfarbkonzept orientiert. Seit 2021 werden die Schalterhalle und die angrenzenden Betriebsräume saniert und umgebaut.
Die den Bahnhofsnamen gebende Straße ist nach dem Widerstandskämpfer Nikolaus Christoph von Halem benannt.

## Anbindung
| Linie | Verlauf |
| ----- | --- |
|       | Rathaus Spandau – Altstadt Spandau – Zitadelle – Haselhorst – Paulsternstraße – Rohrdamm – Siemensdamm – Halemweg – Jakob-Kaiser-Platz – Jungfernheide – Mierendorffplatz – Richard-Wagner-Platz – Bismarckstraße – Wilmersdorfer Straße – Adenauerplatz – Konstanzer Straße – Fehrbelliner Platz – Blissestraße – Berliner Straße – Bayerischer Platz – Eisenacher Straße – Kleistpark – Yorckstraße – Möckernbrücke – Mehringdamm – Gneisenaustraße – Südstern – Hermannplatz – Rathaus Neukölln – Karl-Marx-Straße – Neukölln – Grenzallee – Blaschkoallee – Parchimer Allee – Britz-Süd – Johannisthaler Chaussee – Lipschitzallee – Wutzkyallee – Zwickauer Damm – Rudow |

Am U-Bahnhof bestehen Umsteigemöglichkeiten von der Linie U7 zur Omnibuslinie 123 der BVG.